# Große Freiheit

Große Freiheit, Mitte der 1930er-Jahre

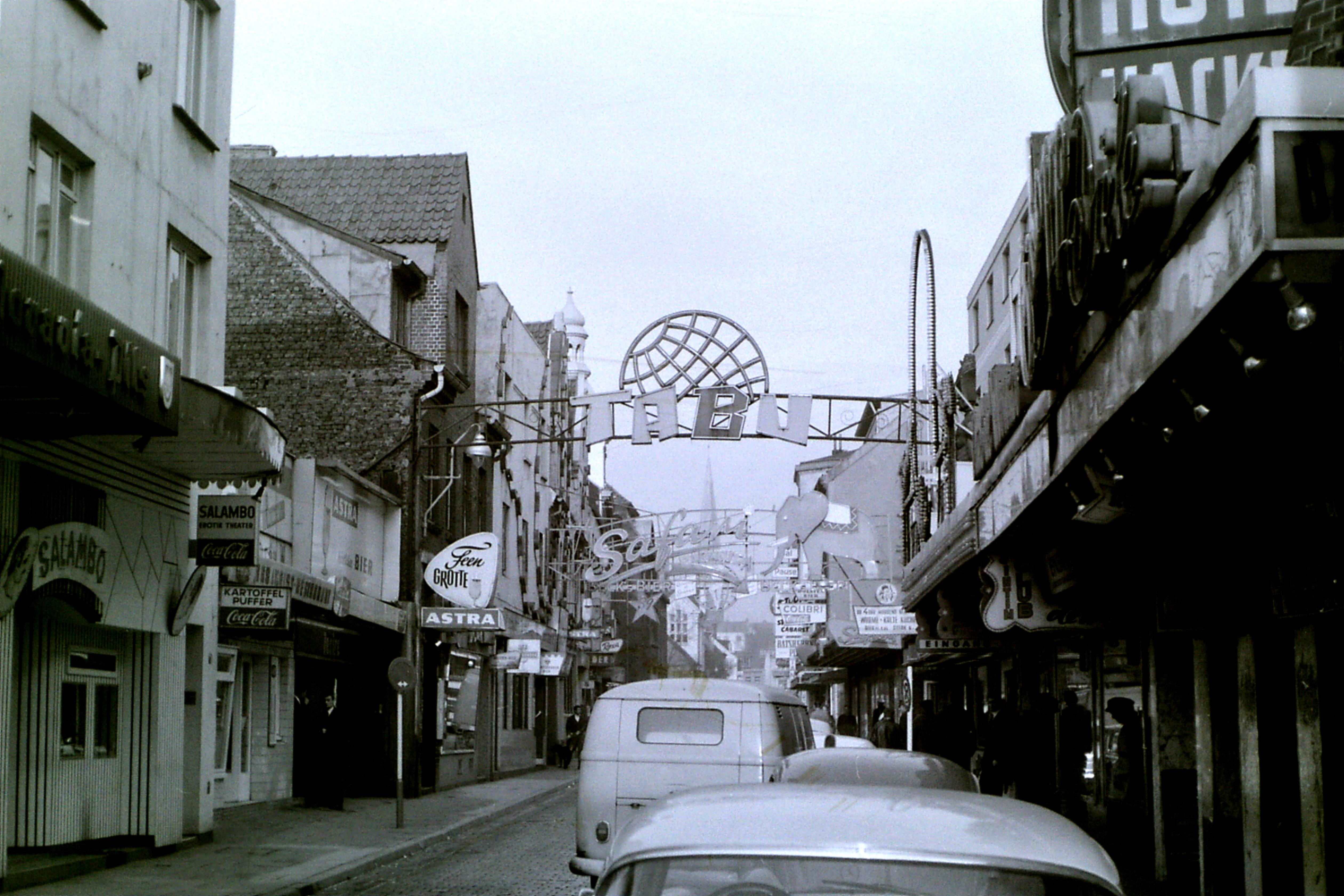
Große Freiheit 1968

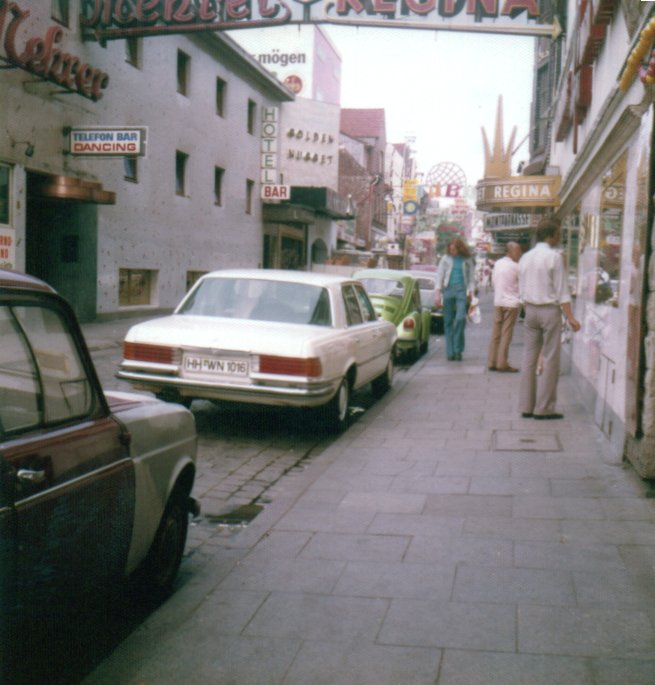
Große Freiheit (August 1975)

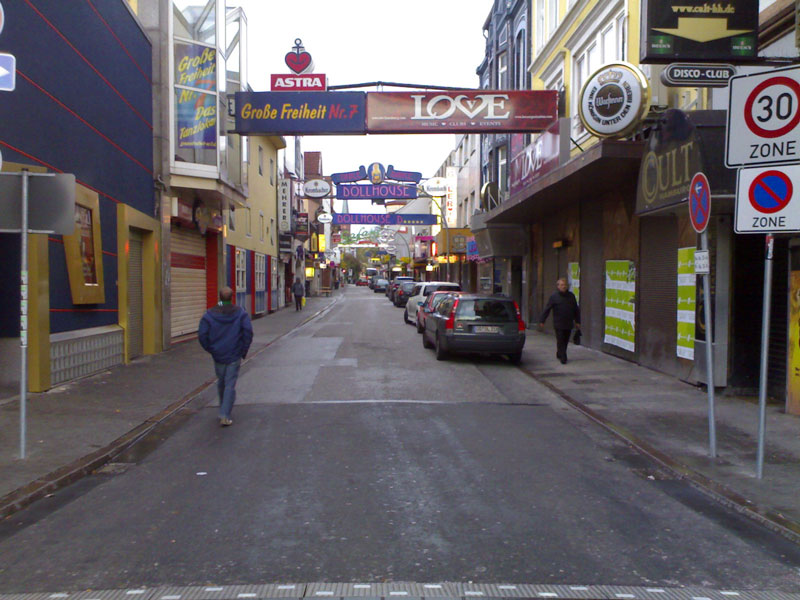
Beginn der Großen Freiheit an der Reeperbahn/Nobistor

Die Große Freiheit ist eine Seitenstraße von der Reeperbahn/Nobistor, beginnend am Beatles-Platz, die heute zum Stadtteil Hamburg-St. Pauli gehört. Die Straße wurde 1610 in Altona angelegt.

## Geschichte

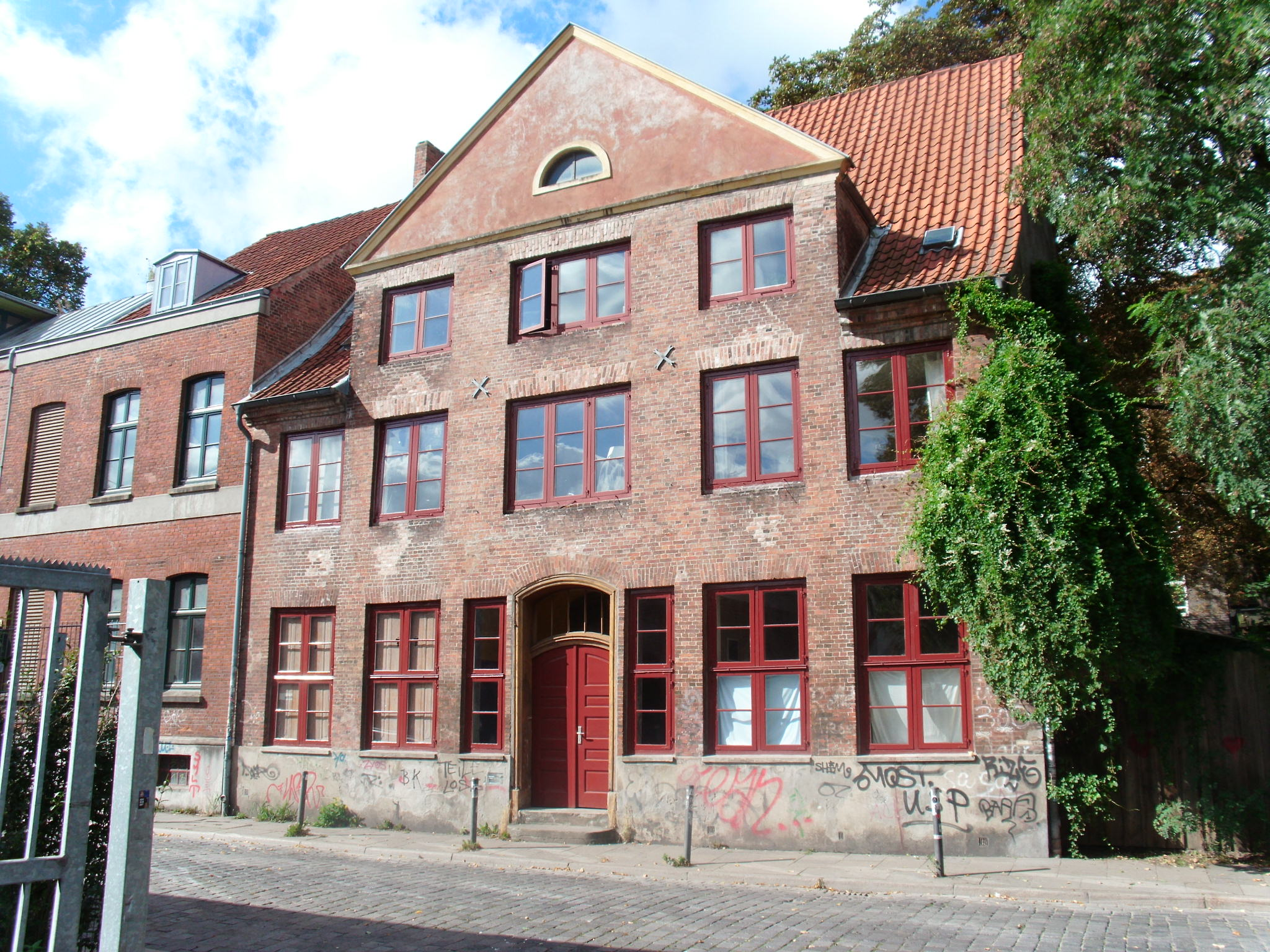
Ehemaliges Pfarrhaus der Altonaer Mennoniten aus dem 18. Jahrhundert

Ihren bereits seit dem 17. Jahrhundert amtlichen Namen hat die Große Freiheit, wie die benachbarte Kleine Freiheit, von den Religions- und Gewerbefreiheiten, die dort ansässige, unzünftige Handwerker und Glaubensgemeinschaften in der Stadt Altona genossen. Sie geht auf ein 1601 von Graf Ernst von Schauenburg ausgestelltes Privileg an den mennonitischen Händler François Noë und andere zurück, das ihnen gestattete, in Altona eine besondere Wirtschaftszone einzurichten, die schließlich unter dem Namen Freiheit bekannt wurde. An die dortige Religionsfreiheit erinnert noch heute die katholische St.-Joseph-Kirche Große Freiheit 41 mit ihrer repräsentativen barocken Fassade (umgebaut 1721) und das Ensemble der ehemaligen Gemeindehäuser der Altonaer Mennoniten Große Freiheit 73 (errichtet 1850) und 75 (errichtet 1772). Große Freiheit 75 beherbergte bis zu dem 1915 erfolgten Umzug der Gemeinde nach Altona-Nord das Pastorat; Große Freiheit 73 bestand in seiner ursprünglichen Form aus zwei Seitenflügeln, die den Eingang zu dem Kirchenbau markierten und später verbunden wurden. Fundamente und Gebäudereste der 1943/44 durch Luftangriffe zerstörten Kirche werden noch zwischen dem Gebäude und einem benachbarten Schulgebäude vermutet. Nahe der Altonaer Reichenstraße und der (inzwischen kanalisierten) Pepermölenbek befand sich im 18. Jahrhundert zudem die Dompelaarkirche. In der benachbarten Kleinen Freiheit befanden sich jeweils eine französische und deutsch-niederländische Reformierte Kirche.
Mit dem Groß-Hamburg-Gesetz wurde Altona – und damit auch die Große Freiheit – nach Hamburg eingemeindet, wobei allerdings die Stadtteilgrenzen analog den Grenzen der NSDAP-Parteibezirke verändert wurden. Daher gehört die Straße seither zum Stadtteil St. Pauli.
Es gibt nur ein Hotel an der Straße, das St. Joseph Hotel Hamburg Große Freiheit 22, das 2005 eröffnet und nach der gleichnamigen Kirche benannt wurde.

## Szene

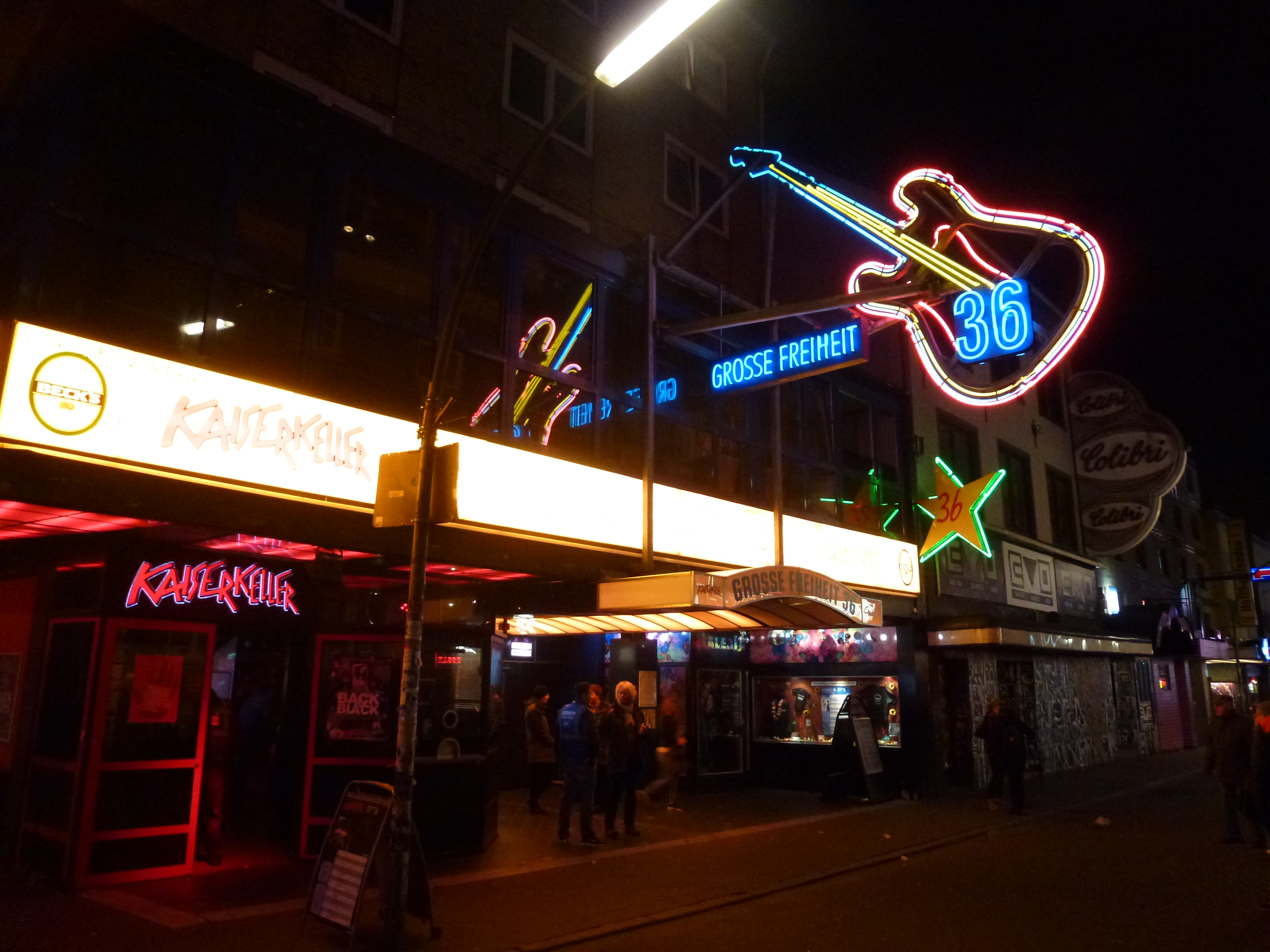
Musikclubs Große Freiheit 36 und Kaiserkeller

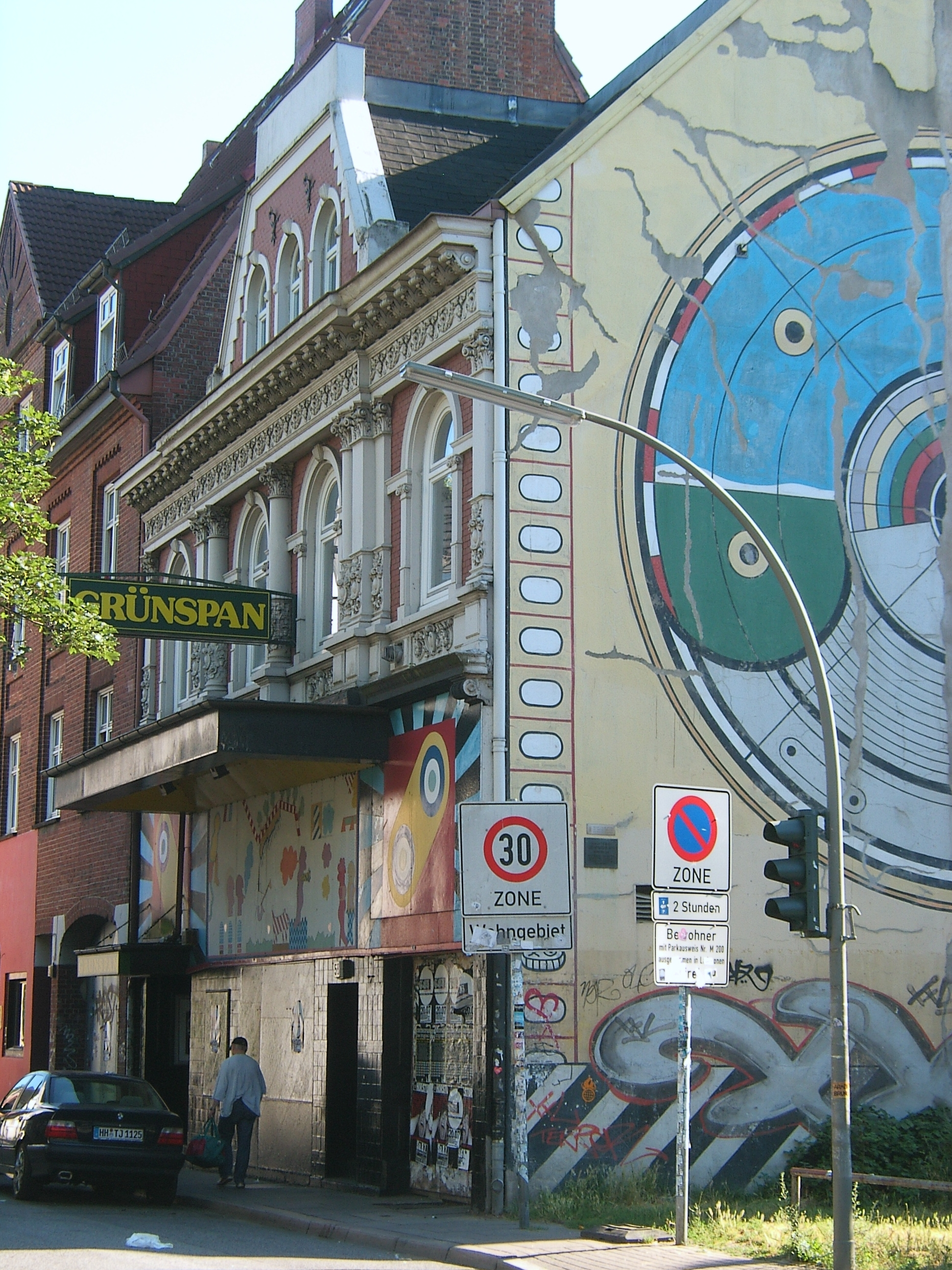
Gruenspan Große Freiheit 58

Ihre Bekanntheit verdankt sie den früher dort existierenden Nachtclubs wie dem Salambo, Safari, Colibri, Regina und anderen, die sich dadurch auszeichneten, dass sie nicht nur Striptease boten, sondern auch den Geschlechtsakt, teilweise in Kostümen, auf der Bühne zeigten. Alle diese Clubs sind inzwischen geschlossen. 
Zu den noch verbliebenen Traditionslokalen gehören die 1963 eröffnete Monika-Bar Große Freiheit 27, ein Treffpunkt für Transsexuelle, und das Lokal Gretel & Alfons Große Freiheit 29 (Hinterhof) aus dem Jahre 1953.
Heutzutage bietet die Straße einige bekannte Musikclubs und Discotheken wie Große Freiheit 36, Kaiserkeller und Gruenspan und ist ein besonders stark frequentierter Teil des Nachtlebens der Reeperbahn. In der Großen Freiheit 64 ist bis heute der Indra-Musikclub zu finden, in dem die Beatles ihre ersten Auftritte hatten, bevor sie durch ihre Konzerte im Star-Club zu größerer Berühmtheit gelangten.
1968 entstand an der Außenwand des Gruenspan eines der ersten großen internationalen Wallpaintings (600 m²) realisiert von den Künstlern Werner Nöfer und Dieter Glasmacher.
Die deutsche Drag Queen Olivia Jones betreibt in der Straße eine Olivia Jones Bar, Olivias Show Club und Olivias Wilde Jungs.

## Adaptionen
- Große Freiheit Nr. 7: Spielfilm mit Hans Albers.
- Große Freiheit: 9-teilige Fernsehserie (ZDF) von 1996/97 unter der Regie von Christian Görlitz, Daniel Helfer und Robert Sigl.[9]

## Film
- Fünfzig Meter Große Freiheit – Deutsches Vergnügen. Doku-Show, 45 Minuten, Buch und Regie: Rainer B. Jogschies, Produktion: Norddeutscher Rundfunk, Erstausstrahlung: 9. April 1996; mit Carsten Pape, Michael Batz, Jürgen Kumlehn, Clemens Maria Haas u. a.